# Prundeni
Prundeni es una comuna ubicada en el distrito Vâlcea, Rumania.

## Superficie
Posee una superficie de 40,98 kilómetros cuadrados.

## Demografía
Hasta 2021 la población era de 3277 habitantes, con una densidad de población de 79,97 habitantes por kilómetro cuadrado.